# Братва и кольцо
«Братва и кольцо» — компьютерная игра в жанре «приключенческого экшна», разработанная компанией Gaijin Entertainment при содействии студии Божья искра и выпущенная фирмой 1С. Игра создана по мотивам фильма «Властелин колец: Братство Кольца» в юмористическом переводе Дмитрия Пучкова. В игре был использован движок Dagor Engine, разработанный Gaijin Entertainment.
Игра пародирует трилогию Дж. Р. Р. Толкина «Властелин Колец».
В 2009 году компания 1С выпустила продолжение игры под названием «Две сорванные башни».

## Сюжет
Игра повествует о двух карапузах Федоре Сумкине и Сене Ганджубасе, которые спасаются от армии урок и педофилов, направленных Сауроном и его шестёркой — нехорошим человеком Сарумяном (сыном Вассермана). Они должны отнести зловредное кольцо в Мордовию и сбросить его в жерло мордовской домны. В пути им помогают майор Пендальф Серый, коротышка-ларёчник Гиви Зурабович Церетели, младший краском Агроном сын Агропрома (он же Бомж), прибалтийский эльф по имени Логовас (он же Безотцовщина), и капитан ГУВД Баралгин Гондурасский. Кроме того, героям предстоит встретиться со стаями оборотней в погонах, устроить варварскую охоту на последнего краснокнижного Восьминога, столкнуться с изменой Баралгина, а Пендальф, прикрывая друзей, выходит на ринг с ужасным Бандерлогом. В промежутках будут присутствовать урки мордовские, бюргеры-назгулы и мумми-тролль.

## Обновления игры
Спустя некоторое время было выпущено дополнение, также обновляющее игру до версии 1.5, которое добавило в игру функцию автоматического обновления (при наличии подключения к сети Интернет), а также внесло некоторые изменения в игру:
- добавлен новый игровой уровень «Атака Клоунов»;
- добавлен новый игровой персонаж Капрал Ященко — элитный урка Сарумяна;
- добавлен режим HDR;

## Саундтрек
Основное музыкальное и звуковое оформление игры было подготовлено компанией Gaijin Sound. Дополнительные музыкальные темы были созданы студией TriHorn Productions.
В создании саундтрека также участвовала московская группа Electric Land, в составе — Al Bone (вокал) и Лео Фомин (гитара, бас, программирование), записавшая панк-метал версию известной песенки трёх поросят («Нам не страшен серый волк»).

Саундтрек был выпущен в 2007 году на CD, прилагаемом к февральскому номеру журнала «Страна игр».

## Рецензии и отзывы
| Сводный рейтинг       | Сводный рейтинг |
| Агрегатор             | Оценка          |
| --------------------- | --------------- |
| «Критиканство»        | 58/100          |
| Русскоязычные издания |                 |
| Издание               | Оценка          |
| Absolute Games        | 52 %            |
| «PC Игры»             | 7,0 / 10        |
| PlayGround.ru         | 6,6 / 10        |
| «Игромания»           | 5,0 / 10        |
| «Страна игр»          | 7,0 / 10        |
| «VRgames»             | 6 / 10          |

На Gameland Award 2007, организованной в рамках выставки GameX, игра была номинирована в категории «Лучший Экшн», где заняла второе место.
«Братва и кольцо» получила смешанные оценки российских игровых изданий. К достоинствам игры обозреватели относили приличную, хотя и несколько устаревшую графику, а также приемлемый геймплей. К недостаткам — линейность прохождения, короткий сюжет и отсутствие кооперативного режима. Практически всеми рецензентами был отмечен специфический юмор игры, который не всем придётся по нраву. Так, рецензенты журнала Игромания оценили игру на 5 баллов из 10 возможных и заключили:

Браться за игру можно только в том случае, если вы — преданный поклонник фирменного «гоблинского» юмора, а также готовы мириться с насквозь вторичными геймплеем и графикой. Всем прочим даже близко подходить не рекомендуем — можно испачкать одежду.— Журнал «Игромания» № 1(112) 2007 год
Рецензент журнала Страна игр в своём обзоре поставил игре 7 баллов из 10 возможных и вынес вердикт:

Если вы поклонник «смешных переводов» Гоблина — отличное развлечение на выходные.— Страна Игр №24 2006 год
В обзоре журнала «Виртуальные радости» игру похвалили за юмор, разнообразные боевые задания и сбалансированную сложность игры, но ругали за примитивный геймплей, полнейшую линейность квестов и сюжета, неудобную камеру, тормозящий движок и за то, что игра короткая.

На западе принято выпускать по известным брендам простые, красивые, хорошо отлаженные но совершенно бездушные игры. В Gaijin Entertainment сделали все наоборот: спустя рукава повторили слешер LotR: Return of the King, а потом от души по стебались над каждой его деталью. Получилась «Братва и Кольцо» — не столько самостоятельная игра, сколько пародия на все существующие игры по брендам.— «Виртуальные радости» слешер Обзор № 86 Lord of the Rings
Максим Привольский, писавший для 3DNews, ругал игру за то, что нельзя поворачивать и крутить камеру в игре, за устаревшую графику и однообразный геймплей. Единственное, что он похвалил — возможность перед началом каждого уровня для разнообразия сменять игрового персонажа. Сайт 3DNews не стал выдавать оценку игре.